# Andrea Maloveczká
Andrea Maloveczká je česká dramaturgyně a režisérka. Studovala Filozofickou fakultu Univerzity Karlovy, na které úspěšně dokončila obor Andragogika a personální řízení. Počínaje rokem 2006 začala pracovat pro internetovou televizi Stream.cz. Podílela se na přípravě jejích pořadů Slavní neznámí, Menu v sezóně, New You, Fasáda, Menu domů nebo Vaříme s Mauriziem. Jejími samostatnými počiny byly některé části seriálů Slavné dny, Slavné dvojice či Sexuální idoly století. Chystala také sérii Sex-appeal zabývající se plastickými operacemi. Ten byl mezi diváky oblíbený. Pořady Peklo na talíři a Jídlo, s. r. o. vznikaly pod jejím režijním vedením.
Spolu s kolegy Pavlem Zunou a Martinem Krušinou připravila celkem 52 příběhů ze série Slavné dny do knižního vydání, které vyšlo v roce 2014, ale křest se konal až v lednu 2015.